# Maurizio Di Vincenzo
Maurizio Di Vincenzo (Teramo, 7 maggio 1958) è un fumettista italiano.

## Biografia

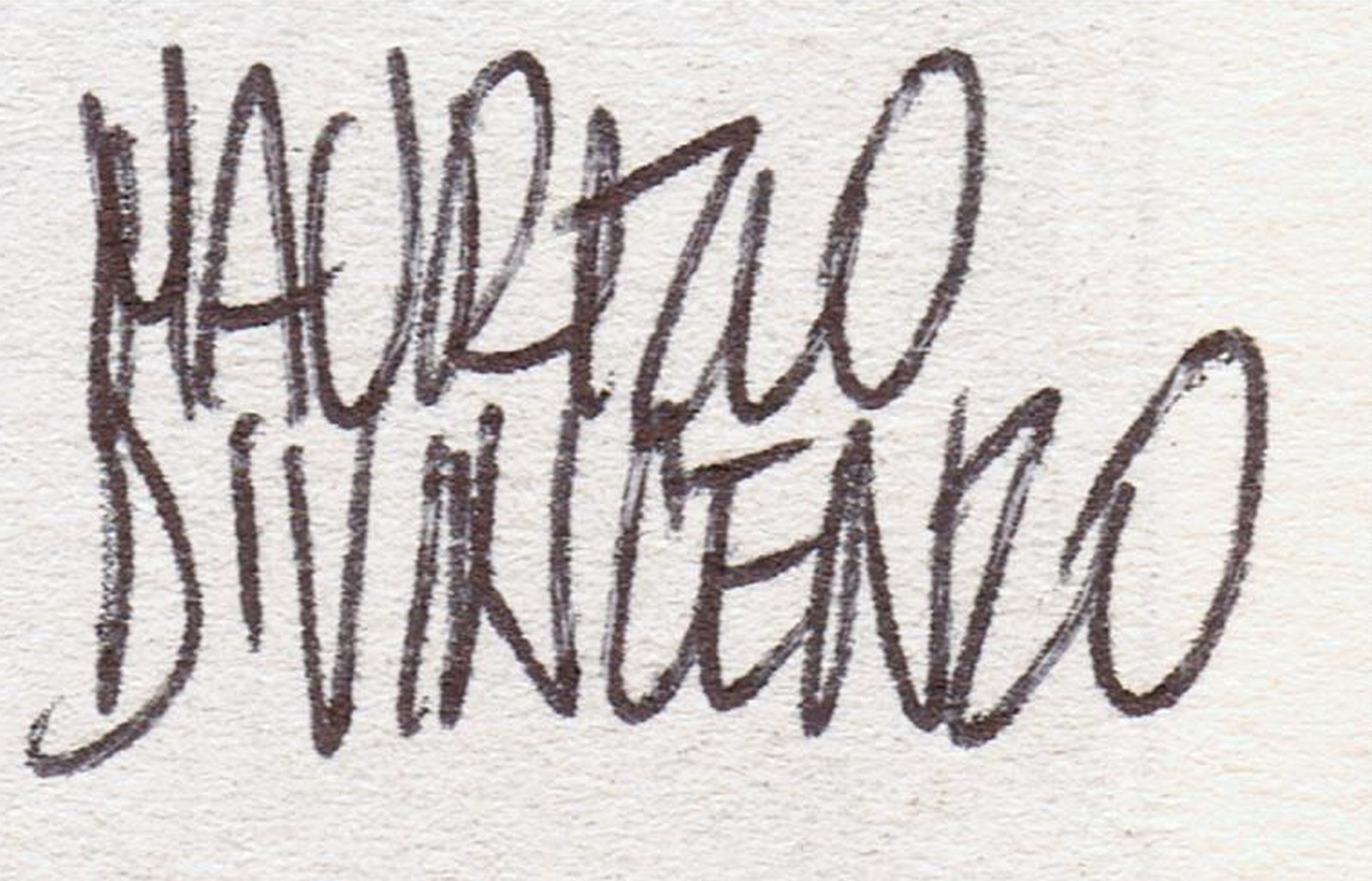
Firma di Maurizio di Vincenzo

Si diploma all'Accademia di Belle Arti (Corso di Pittura), diventando professionista nel 1985. Tra il 1985 e il 1986 realizza alcune illustrazioni per L'Eternauta,Tilt, Boy Comics, Pupa, Fichissimo. A partire dal 1987 disegna anche per Skorpio, Lanciostory e Intrepido.
Fa seguito, nel 1992 la collaborazione con Peppe Ferrandino, pubblicata su Comic Art dal titolo Udo di Acquascura.
Di Vincenzo partecipa quindi all'avventura di Nero (con la storia “La Chiesa trionfante”) e collabora, sempre per la Granata Press,alla serie de La Bionda, personaggio di Franco Saudelli 1993. Tempo dopo, disegna il n. 0 di Rivan Ryan ed entra nello staff di ESP, edito dalla casa editrice Universo. Per la serie ideata da Michelangelo La Neve, Di Vincenzo realizza due albi: il nº 4 (“Voci lontane”) e il nº 13 (“Il cavaliere infinito”).
Nel 2008, vede la luce Rangaku, un insolito noir ambientato nel Giappone del XVII secolo, scritto da Luca Enoch, e pubblicato per il mercato francese dalla casa editrice Les Humanoïdes Associés.
In occasione del Cartoomics 2014 gli è stato conferito il premio Grouchino d'oro, come Miglior disegnatore della serie regolare 2013 di Dylan Dog.
Attualmente Di Vincenzo è uno dei disegnatori di Dylan Dog.
Di Vincenzo vive a Roma, dove lavora come insegnante della Scuola Romana dei Fumetti, della quale, è stato direttore della succursale di Pescara dal 1996 al 2000.

Dal 2019, assieme a Valerio Piccioni ed Emiliano Tanzillo, realizza le copertine della serie Samuel Stern, edita dalla casa editrice Bugs Comics.

## Opere

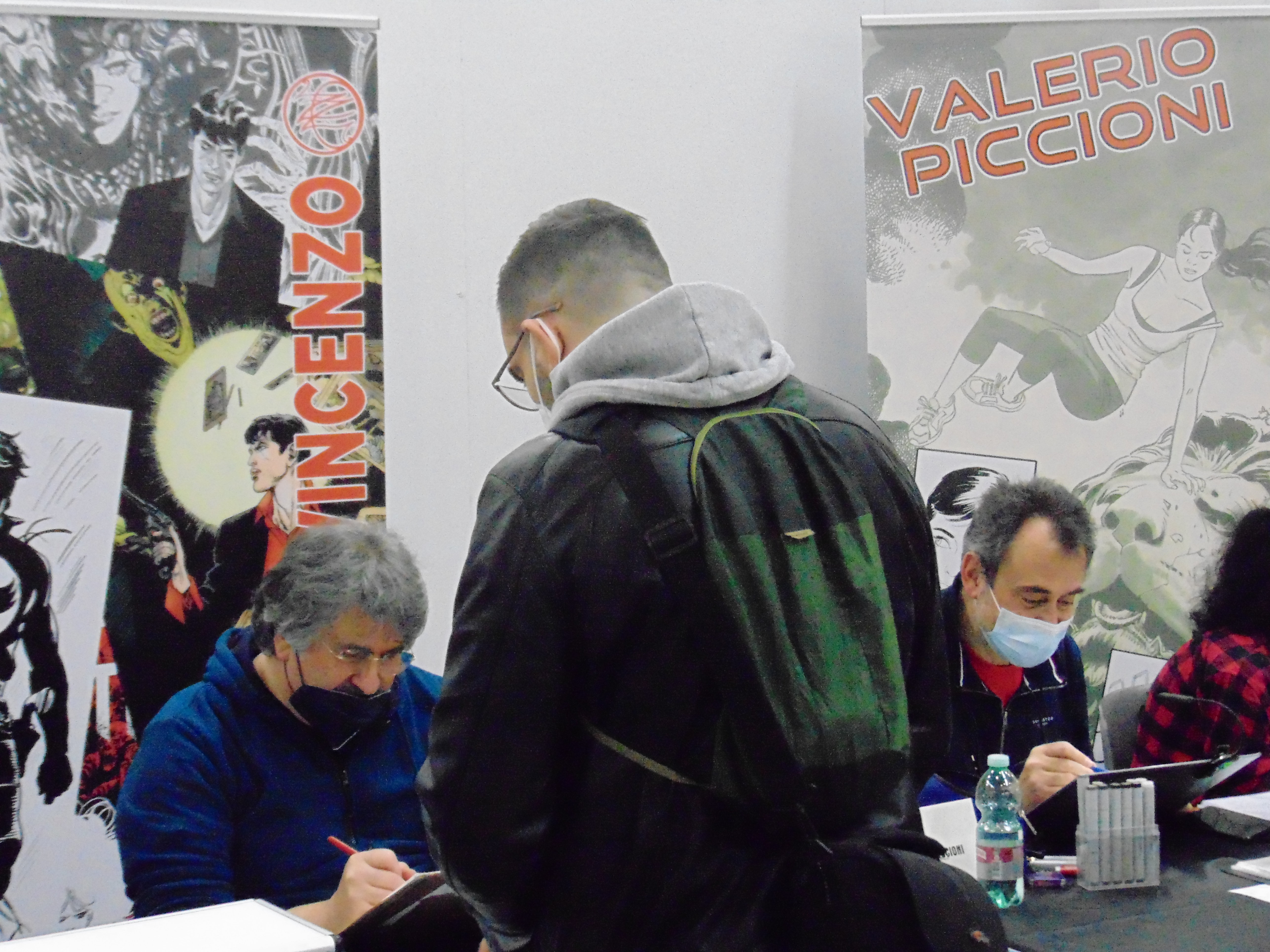
Maurizio Di Vincenzo e Valerio Piccioni al Romics, aprile 2022.

Serie Dylan Dog
- Pasquale Ruju (testi), Maurizio Di Vincenzo (disegni); Hook l’implacabile, in Dylan Dog n. 139, Sergio Bonelli Editore, aprile 1998.
- Gianfranco Manfredi (testi), Maurizio Di Vincenzo (disegni); Il terzo occhio, in Dylan Dog Gigante n. 7, Sergio Bonelli Editore, novembre 1998.
- Pasquale Ruju (testi), Maurizio Di Vincenzo (disegni); Nato per uccidere, in Dylan Dog n. 158, Sergio Bonelli Editore, novembre 1999.
- Michele Medda (testi), Maurizio Di Vincenzo (disegni); Il fiume dell’oblio, in Dylan Dog n. 168, Sergio Bonelli Editore, settembre 2000.
- Pasquale Ruju (testi), Maurizio Di Vincenzo (disegni); Horror Cult Movie, in Dylan Dog Gigante n. 11, Sergio Bonelli Editore, novembre 2002.
- Pasquale Ruju (testi), Maurizio Di Vincenzo (disegni); Nightmare Tour, in Dylan Dog n. 231, Sergio Bonelli Editore, dicembre 2005.
- Tito Faraci (testi), Maurizio Di Vincenzo (disegni); La foresta perduta, in Dylan Dog Gigante n. 17, Sergio Bonelli Editore, novembre 2008.
- Giovanni Di Gregorio (testi), Maurizio Di Vincenzo (disegni); Lavori forzati, in Dylan Dog n. 288, Sergio Bonelli Editore, settembre 2010.
- Giovanni Di Gregorio (testi), Maurizio Di Vincenzo (disegni); La fuggitiva, in Dylan Dog n. 320, Sergio Bonelli Editore, maggio 2013.
- Giovanni Di Gregorio (testi), Maurizio Di Vincenzo (disegni); Chiuso nell’incubo, in Maxi Dylan Dog n. 23, Sergio Bonelli Editore, febbraio 2015.
- Rita Porretto e Silvia Mericone (testi), Maurizio Di Vincenzo e Valerio Piccioni (disegni); Il lago nero, in Maxi Dylan Dog n. 26, Sergio Bonelli Editore, febbraio 2016.
- Fabrizio Accatino (testi), Maurizio Di Vincenzo e Valerio Piccioni (disegni); Diabolo The Great, in Dylan Dog Color Fest n. 18, Sergio Bonelli Editore, agosto 2016.
- Rita Porretto e Silvia Mericone (testi), Valerio Piccioni e Maurizio Di Vincenzo (disegni); Cuore Cattivo, in Dylan Dog: OldBoy n. 2, Sergio Bonelli Editore, agosto 2020.
- Luigi Mignacco (testi), Maurizio Di Vincenzo (disegni); Casanova, in Dylan Dog: OldBoy n. 5, Sergio Bonelli Editore, febbraio 2021.
- Rita Porretto e Silvia Mericone (testi), Maurizio Di Vincenzo e Valerio Piccioni (disegni); Le pareti del cervello, in Dylan Dog: OldBoy n. 11, Sergio Bonelli Editore, febbraio 2022.

Serie Magico Vento
- Gianfranco Manfredi (testi), Maurizio Di Vincenzo & Giuseppe Barbati (disegni); Minuti contati, in Magico Vento n. 60, Sergio Bonelli Editore, giugno 2002.
- Gianfranco Manfredi (testi), Maurizio Di Vincenzo & Giuseppe Barbati (disegni); La Montagna degli Specchi, in Magico Vento n. 73, Sergio Bonelli Editore, giugno 2002.
- Gianfranco Manfredi (testi), Maurizio Di Vincenzo & Giuseppe Barbati (disegni); Gli speculatori, in Magico Vento n. 78, Sergio Bonelli Editore, dicembre 2003.
- Gianfranco Manfredi (testi), Maurizio Di Vincenzo & Giuseppe Barbati (disegni); Agorafobia, in Magico Vento n. 95, Sergio Bonelli Editore, maggio 2005.
- Gianfranco Manfredi (testi), Maurizio Di Vincenzo & Giuseppe Barbati (disegni); Il ritorno di Aiwass, in Magico Vento n. 102, Sergio Bonelli Editore, febbraio 2006.

Altre pubblicazioni
- Michelangelo La Neve (testi), Maurizio Di Vincenzo (disegni); Voci lontane, in ESP n. 4, Sergio Bonelli Editore, marzo 1996.
- Michelangelo La Neve (testi), Maurizio Di Vincenzo (disegni); Il cavaliere infinito, in ESP n. 13, Sergio Bonelli Editore, dicembre 1996.
- Luca Enoch (testi), Maurizio Di Vincenzo (disegni); La cité sans nuit, in Rangaku n. 1, Les Humanoides Associés, gennaio 2007.
- Pasquale Ruju (testi), Maurizio Di Vincenzo (disegni); L'ultimo blues, in Cassidy n. 1, Sergio Bonelli Editore, maggio 2010.
- Pasquale Ruju (testi), Maurizio Di Vincenzo & Cristiano Spadoni (disegni); L’ultima ora, in Demian n. 18, Sergio Bonelli Editore, ottobre 2007.
- Giovanni Di Gregorio (testi), Alessia Fattore e Maurizio Di Vincenzo (disegni); Scacco alla regina, in Le storie n. 19, Sergio Bonelli Editore, aprile 2014.
- Paola Barbato e Roberto Recchioni (testi), Maurizio Di Vincenzo, Roberto De Angelis, Riccardo La Bella e Andrea Accardi (disegni); Storia di Una principessa, in Orfani: Juric n. 2, Sergio Bonelli Editore, novembre 2016.
- Moreno Burattini (testi), Valerio Piccioni e Maurizio Di Vincenzo (disegni); Clear Water, in Zagor - Le origini n. 1, Sergio Bonelli Editore, maggio 2019.
- Moreno Burattini (testi), Valerio Piccioni e Maurizio Di Vincenzo (disegni); Furore!, in Zagor - Le origini n. 4, Sergio Bonelli Editore, agosto 2019.
- Copertinista di Samuel Stern, insieme a Valerio Piccioni e Emiliano Tanzillo
- Gianmarco Fumasoli, Massimiliano Filadoro, Marco Savegnago, Adriana Farina (testi), Valerio Piccioni, Maurizio Di Vincenzo, Alessio Maruccia, Adriana Farina, Antonio Mlinaric (disegni); Come nasce un eroe, in Samuel Stern Extra n. 1, Bugs Comics, 2020.